# Richard III van Normandië
Richard III van Normandië (ca. 1008 - 6 augustus 1027) was hertog van Normandië van 24 augustus 1026 tot 6 augustus 1027.

## Levensloop
Richard III was een zoon van Richard II van Normandië en van Judith van Bretagne. Hij was tijdens het bestuur van zijn vader, aan de macht geassocieerd.
In 1024 stuurde zijn vader hem uit om gevecht te leveren met Hugues de Chalon, de bisschop van Auxerre en met de graaf van Chalon-sur-Saône. Zij hielden hertog Renaud I van Bourgondië gevangen, die een schoonzoon was van Richard II. De strijd geleverd door de zoon kende succes en zijn schoonbroer kwam vrij.
Bij de dood van Richard II in augustus 1026 werd Richard III zijn opvolger. Hij moest onmiddellijk het hoofd bieden aan de revolte van zijn broer Robert de Duivel. Hij kon hem overwinnen en hem verplichten de eed van trouw als vazal uit te spreken.
In 1027 trouwde Richard III met Adèle de France (1009-1079) dochter van de koning van Frankrijk Robert II. Ze was weldra in verwachting en kreeg een dochter, Judith, die postuum werd geboren. De hertog overleed immers in geheimzinnige omstandigheden op 6 augustus 1028, amper twintig jaar oud. Hij werd, volgens de kroniekschrijver Guillaume de Jumièges, vergiftigd. De eerste die er voordeel uit haalde, was zijn broer Robert de Duivel, die dan ook verdacht werd de dader of minstens de aanstoker te zijn geweest.
Richard III werd begraven in de abdij van Saint-Ouen in Rouen.

## Familie
Zijn echtgenote Adèle de France, in verwachting toen hij stierf, hertrouwde weldra met de machtige graaf van Vlaanderen, Boudewijn V, die de pleegvader werd van Judith van Vlaanderen.
Daarnaast had Richard een paar kinderen van zijn bijzit, onder wie Nicolaas van Normandië (1027/1028-1092), vierde abt van de abdij van Saint-Ouen in Rouen.